# Глебов, Борис Дмитриевич
Бори́с Дми́триевич Гле́бов (1911—1941) — советский ленинградский поэт, писатель, погибший в боях за остров Эзель в августе 1941 года.

## Биография
Борис Глебов родился 13 ноября 1911 года в Томске в семье земского врача Дмитрия Александровича Глебова. Ранние годы провёл в городе Тара. После Октябрьской революции Борис Глебов вместе с семьёй переехал Ярославль, где его отца назначили заведующим губздравотделом. Во время учёбы в школе начал писать стихотворения, которые публиковались в газетах «Северный комсомолец», «Северный рабочий» и «Комсомольская правда». В 1928 году окончил среднюю школу и поступил в Ленинградский инженерно-экономический институт. Студенческую практику проходил на Путиловском заводе, и там активно включился в работу газеты «Красный путиловец». В 1932 году окончил институт и стал штатным сотрудником газеты. Печатался также в литературном журнале «Резец».
На протяжении пяти лет занимался изучением истории Путиловского завода, принимал участие в подготовке книги «История Путиловского завода», опубликованной в 1939 году. В 1939 году заочно прошёл полный курс исторического факультета Ленинградского университета. С 1939—1941 годах учился в аспирантуре ЛГУ по кафедре истории Древней Греции и Рима. Под руководством профессора С. Я. Лурье работал над кандидатской диссертацией (тема диссертации — «Тирания Дионисия»).
В июле 1941 года добровольцем ушёл на фронт. Служил в десантных войсках. Погиб в конце августа 1941 годай в боях за остров Эзель.

## Творчество
В 1934 году Ленинграде, совместно с Г. Некрасовым и В. Сорокиным, издаётся первый сборник стихов — «Начало дня». В 1966 году посмертно был выпущен сборник его произведений — «Второе дыхание.